# Presidente de la Junta de Galicia
El presidente de la Junta de Galicia (en gallego: presidente da Xunta de Galicia) es la persona que ostenta la suprema representación de Galicia y la ordinaria del Estado en ese territorio. Además, preside y dirige la actividad de la Junta de Galicia, y designa, separa y cesa a los consejeros.
Es una de las instituciones propias que integran la comunidad autónoma, junto con el Parlamento de Galicia y la Junta de Galicia. Es elegido por el Parlamento de Galicia de entre sus miembros y es nombrado por el rey de España.
Sus funciones se establecen en el Título I, Capítulo II, del Estatuto de Autonomía de Galicia, en los artículos 15 al 19.
A lo largo de la historia de la comunidad, desde su creación tras la aprobación de su Estatuto de Autonomía en 1981, ha habido ocho presidentes.
Desde mayo de 2022 el titular del cargo es Alfonso Rueda Valenzuela del Partido Popular de Galicia.

## Atribuciones
Sus atribuciones se las confiere la Ley de Galicia 1/1983, de 22 de febrero, de normas reguladoras de la Xunta y de su presidencia, basándose en el artículo 16.4 del Estatuto de Autonomía de Galicia y son:
- Representar a la Comunidad Autónoma de Galicia en las relaciones con otras instituciones del Estado.
- Suscribir los convenios y acuerdos de cooperación con otras comunidades autónomas.
- Convocar elecciones al Parlamento de Galicia tras su disolución.
- Promulgar en nombre del rey las leyes de Galicia, así como, en su caso, los Decretos Legislativos y ordenar su publicación en el Diario Oficial de Galicia.
- Como representante ordinario del Estado en Galicia, corresponde al Presidente de la Junta mantener relaciones con la delegación del Gobierno a los efectos de una mejor coordinación de las actividades del Estado en Galicia y las de la Comunidad Autónoma
- Ordenar la publicación en el Diario Oficial de Galicia del nombramiento del presidente del Tribunal Superior de Justicia, y la de las leyes y decretos legislativos de Galicia en el Boletín Oficial del Estado.
- Dirigir y coordinar las actividades de la Junta.

## Derechos
El presidente de la Junta posee unos determinados derechos, también conferidos por la Ley de Galicia 1/1983, que son:
- La preeminencia que, con arreglo a la alta representación de la Comunidad Autónoma y a la ordinaria del Estado en Galicia, le corresponde.
- Que le sean rendidos los honores que le correspondan con arreglo a lo que se establece en la legalidad vigente y lo que acuerde la comunidad autónoma.
- Recibir el tratamiento de Excelencia.
- Utilizar la bandera de Galicia como guion.
- Ocupar la residencia oficial[3] que se establezca, con la correspondiente dotación de personal y servicios.
- Percibir la remuneración y gastos de representación que se establezcan por el parlamento de Galicia y figuren en los presupuestos generales de la comunidad autónoma.
- Recibir con carácter vitalicio el tratamiento de Excelentísimo Señor y los honores protocolarios y las precedencias establecidas en la legislación vigente y en la que, en su caso, dicte la comunidad autónoma.
- Ser miembro nato del Consejo Consultivo de Galicia.

## Listado de presidentes
| Gobierno           | Legislatura               | Presidente de la Junta de Galicia | Presidente de la Junta de Galicia | Presidente de la Junta de Galicia                | Inicio del mandato       | Fin del mandato                              | Notas     |
| ------------------ | ------------------------- | --------------------------------- | --------------------------------- | ------------------------------------------------ | ------------------------ | -------------------------------------------- | --------- |
| Preautonomía       | Legislatura preautonómica | 1.°                               |                                   | Antonio Rosón Pérez                              | 13 de julio de 1977      | 9 de junio de 1979                           | Ver notas |
| Preautonomía       | Legislatura preautonómica | 2.°                               |                                   | Antonio Rosón Pérez                              | 9 de junio de 1979       | 13 de enero de 1982                          | Ver notas |
| Fernández Albor I  | I Legislatura (1981)      | 3.°                               |                                   | Gerardo Fernández Albor Diputado por A Coruña    | 13 de enero de 1982      | 23 de septiembre de 1987 (Moción de censura) | Ver notas |
| Fernández Albor II | II Legislatura (1985)     | 3.°                               |                                   | Gerardo Fernández Albor Diputado por A Coruña    | 13 de enero de 1982      | 23 de septiembre de 1987 (Moción de censura) | Ver notas |
| González Laxe      | II Legislatura (1985)     | 4.°                               |                                   | Fernando González Laxe Diputado por A Coruña     | 23 de septiembre de 1987 | 2 de febrero de 1990                         | Ver notas |
| Fraga I            | III Legislatura (1989)    | 5.°                               |                                   | Manuel Fraga Iribarne Diputado por Lugo          | 2 de febrero de 1990     | 1 de agosto de 2005                          | Ver notas |
| Fraga II           | IV Legislatura (1993)     | 5.°                               |                                   | Manuel Fraga Iribarne Diputado por Lugo          | 2 de febrero de 1990     | 1 de agosto de 2005                          | Ver notas |
| Fraga III          | V Legislatura (1997)      | 5.°                               |                                   | Manuel Fraga Iribarne Diputado por Lugo          | 2 de febrero de 1990     | 1 de agosto de 2005                          | Ver notas |
| Fraga IV           | VI Legislatura (1997)     | 5.°                               |                                   | Manuel Fraga Iribarne Diputado por Lugo          | 2 de febrero de 1990     | 1 de agosto de 2005                          | Ver notas |
| Pérez Touriño      | VII Legislatura (2005)    | 6.°                               |                                   | Emilio Pérez Touriño Diputado por A Coruña       | 1 de agosto de 2005      | 18 de abril de 2009                          | Ver notas |
| Núñez Feijóo I     | VIII Legislatura (2009)   | 7.°                               |                                   | Alberto Núñez Feijóo Diputado por Pontevedra     | 18 de abril de 2009      | 12 de mayo de 2022 (Dimitió)                 | Ver notas |
| Núñez Feijóo II    | IX Legislatura (2012)     | 7.°                               |                                   | Alberto Núñez Feijóo Diputado por Pontevedra     | 18 de abril de 2009      | 12 de mayo de 2022 (Dimitió)                 | Ver notas |
| Núñez Feijóo III   | X Legislatura (2016)      | 7.°                               |                                   | Alberto Núñez Feijóo Diputado por Pontevedra     | 18 de abril de 2009      | 12 de mayo de 2022 (Dimitió)                 | Ver notas |
| Núñez Feijóo IV    | XI Legislatura (2020)     | 7.°                               |                                   | Alberto Núñez Feijóo Diputado por Pontevedra     | 18 de abril de 2009      | 12 de mayo de 2022 (Dimitió)                 | Ver notas |
| Rueda I            | XI Legislatura (2020)     | 8.°                               |                                   | Alfonso Rueda Valenzuela Diputado por Pontevedra | 12 de mayo de 2022       | En el cargo                                  | Ver notas |
| Rueda II           | XII Legislatura (2024)    | 8.°                               |                                   | Alfonso Rueda Valenzuela Diputado por Pontevedra | 12 de mayo de 2022       | En el cargo                                  | Ver notas |